# Meridiano 156 oeste
El meridiano 156 oeste de Greenwich es una línea de longitud que se extiende desde el Polo Norte atravesando el océano Ártico, América del Norte, el océano Pacífico, el océano Antártico y la Antártida hasta el Polo Sur.
El meridiano 156 oeste forma un gran círculo con el meridiano 24 este.
Comenzando en el Polo Norte y dirigiéndose hacia el Polo Sur, el meridiano 156 oeste pasa a través de:
| Coordenadas                        | País, territorio o mar | Notas |
| ---------------------------------- | ---------------------- | --- |
| 90°0′N 156°0′O / 90.000, -156.000  | Océano Ártico          | |
| 71°11′N 156°0′O / 71.183, -156.000 | Estados Unidos         | Alaska |
| 57°33′N 156°0′O / 57.550, -156.000 | Océano Pacífico        | Pasa justo al oeste de Chirikof Island, Alaska, Estados Unidos |
| 20°48′N 156°0′O / 20.800, -156.000 | Estados Unidos         | Hawái - Isla Maui |
| 20°42′N 156°0′O / 20.700, -156.000 | Océano Pacífico        | ʻAlenuihāhā Channel |
| 19°49′N 156°0′O / 19.817, -156.000 | Estados Unidos         | Hawái - Isla de Hawái |
| 19°38′N 156°0′O / 19.633, -156.000 | Océano Pacífico        | Pasa justo al oeste de la Isla Starbuck, Kiribati El meridiano define la frontera marítima oeste de las Islas Cook desde 8°0′S 156°0′O / -8.000, -156.000 hasta 23°0′S 156°0′O / -23.000, -156.000 |
| 60°0′S 156°0′O / -60.000, -156.000 | Océano Antártico       | |
| 77°7′S 156°0′O / -77.117, -156.000 | Antártida              | Dependencia Ross, reclamada por Nueva Zelanda |